# دوم تک تک
«دوم تک تک» (به ترکی استانبولی: Düm Tek Tek) تک‌آهنگی از حادیثه است که در سال ۲۰۰۹ میلادی منتشر شد.